# Преподобни Антоније Оптински
Преподобни Антоније Оптински (рођ. као Александар Путилов, 9. [21.] марта 1795. Романов, Јарославска област – 7. [19.] августа 1865, Оптина) је монах и светитељ Руске православне цркве, игуман Малојарославског Николајевског манастира у периоду од 1839–1853. Канонизован је од стране Руске православне цркве у лику преподобног. Прославља се 7. августа.

## Биографија
Рођен је 9. марта 1795. године у граду Романову у великој трговачкој породици. Након свршеног образовања Александар Путилов 1809. године почиње да ради као комисионер код једног откупника у Москви. Касније одлази у Ростов, где се баовио истим послом.
Године 1816. започео је монашки живот. 15. јануара 1816. је замонашен и тада се настанио се у Рославским шумама у Смоленској области, а 2. фебруара 1820. узима име Антоније.
У јуну 1821. преселио се у Оптинску пустињу, на чијем је уређењу активно учествовао.
Антоније је 24. августа 1823. рукоположен за јерођакона, а 1827. посвећен за јеромонаха. Провео је 18 година у Оптинском манастиру, дајући пример велике марљивости и непопустљивости.
Дана 3. децембра 1839. године Антоније је постављен за игумана манастира Малојарославског Николајевског манастира.
Због болести више пута је тражио да се повуче са овог места, али тек 1853. године предао управу манастира свом наследнику и повукао се у Оптинску пустињу.
Умро је 7. августа 1865. године и сахрањен је у Казанској саборној цркви Оптинске пустиње.
Године 2000, Антоније оптински је канонизован у лику препеодобног од стране Светог сабора РПЦ.